# Brigitte Boisselier
Pour les articles homonymes, voir Boisselier.
Brigitte Boisselier, née le 3 avril 1956 à Langres (Haute-Marne), est évêque au sein du mouvement raëlien et présidente et cofondatrice (avec Raël, de son vrai nom Claude Vorilhon) de Clonaid qui s’est avéré être un laboratoire fantôme. Boisselier est connue pour avoir trompé la presse en prétendant avoir réussi à cloner des êtres humains.

## Débuts
Brigitte Boisselier fait ses études à l'université de Dijon où elle obtient un doctorat en chimie analytique en 1985.
Elle part ensuite à Houston en tant que chercheuse post-doctorale et, à son retour, elle travaille dix ans au Centre de recherche d'Air Liquide, aux Loges-en-Josas, dans les Yvelines, tout en collaborant aux travaux du laboratoire d'ingénierie moléculaire pour la séparation des gaz de l'université de Dijon.
Par la suite, elle quitte la France pour vivre au Québec près de Raël.

## Prétendu clonage humain
En août 2000, Brigitte Boisselier annonce un premier projet de clonage humain, à partir des cellules d'un enfant de dix mois, mort accidentellement.
Le 27 décembre 2002, elle annonce à la presse du monde entier que Clonaid a cloné avec succès un être humain. La scientifique indique que la mère a accouché par césarienne, quelque part aux États-Unis, et que la mère et la petite fille, nommée Ève (en référence à la première femme dans la Genèse), sont toutes les deux en bonne santé. Brigitte Boisselier n'a présenté ni la mère, ni l'enfant, ni aucun échantillon d'ADN qui aurait pu confirmer ses déclarations, bien qu'elle ait expliqué la procédure utilisée. 
Le 2 janvier 2003, elle affirme devant la télévision française que les parents américains du clone supposé hésitent à fournir la preuve par l'ADN que leur bébé est vraiment un clone. Elle prétend que les parents affirment avoir peur que l'État de Floride essaie de leur retirer leur bébé.
Brigitte Boisselier affirme également que cinq femmes ont été enceintes à la suite de cette première expérience de clonage, et le 4 janvier 2003, annonce la naissance d'un autre bébé cloné, appartenant à un couple lesbien néerlandais. 
Les preuves, qui devaient être apportées une semaine plus tard, n'ont jamais été fournies.
L'enquête au sein de la mouvance raélienne de la journaliste McCann révèle par la suite que le coup a été monté par Vorilhon et Boisselier, qu'il a probablement permis de collecter des centaines de milliers de dollars auprès d'Américains crédules désirant un clonage facturé 200 000 $ US et que la date du 27 décembre pour organiser les conférences de presse mensongères a été choisie parce que Vorilhon, ancien journaliste, était conscient que cela correspondait à une période creuse dans l'actualité et que le retentissement de l'information n'en serait que plus important. 

## Des clones aux clitoris
En 2007, Brigitte Boisselier s’investit avec le mouvement raélien dans un nouveau projet, Clitoraid (en), dont la finalité affichée serait la reconstruction clitoridienne de femmes africaines. Elle se lance dans une collecte de fonds prétendument destinés à la construction d’un hôpital au Burkina Faso. En 2010,  la chaîne de sex-shops américaine Good Vibrations, basée à San Francisco, s'engage à soutenir financièrement Clitoraid en demandant à ses clients de faire des dons. Elle se rétracte quelque temps plus tard.